# 특별회계
특별회계(特別會計)는 특정의 수입·지출을 구분하여 경리하기 위하여 일반회계로부터 독립시킨 회계단위로 일반회계에 상대되는 개념이다. 특별회계는 특정한 자금을 보유하여 운영할 때(자금특별회계) 국가가 특정한 사업을 운영할 때(사업특별회계), 기타 특정한 세입으로써 특정한 세출에 충당함으로써 일반의 세입·세출과 구분하여 경리할 필요가 있을 때(경리특별회계)에 한하여 법률이나 조리로 설치한다. 기업예산회계제도 등 다수의 특별회계제도가 있다.